# Timeless Window Manager
Timeless Window Manager (TWM) är standard-fönsterhanteraren i X Window System, från version X11R4 och framåt. TWM skapades av Tom LaStrange.
Förr användes den flitigt, men nu när det finns modernare fönsterhanterare underhålls den inte.